# Colomys eisentrauti
Colomys eisentrauti és una espècie de mamífer rosegador de la família dels múrids. És endèmic del nord-oest del Camerun. Es tracta del representant més gros del gènere Colomys, amb una llargada de cap a gropa de 116-137 mm i la cua amb una mida equivalent a un 128-145% de la del cos. Té el musell llarg. El pelatge és marró fosc al dors, blanc al ventre i gris entremig. Anteriorment era considerat una subespècie de C. goslingi.